# Paradromius hariensis
Paradromius hariensis es una especie de escarabajo de la familia Carabidae.

## Distribución geográfica
Es endémica de Lanzarote, en las islas Canarias (España).